# Seleção Samoamericana de Basquetebol Masculino
A Seleção de Basquetebol da Samoa Americana é a equipe que representa a Samoa Americana em competições internacionais da modalidade. 

## Medalhas
- Jogos do Pacífico
  -  Ouro (3): 1983,1987 e 1991
  -  Prata (3): 1963,1971 e 1975
  -  Bronze (1): 1979